# José Quaglio
José Quaglio (28 de febrero de 1926 – 23 de febrero de 2007) fue un actor y director teatral y cinematográfico de nacionalidad italiana.

## Biografía
Nacido en Anguillara Veneta, Italia, su verdadero nombre era Giuseppe Quaglio. Emigrado a Francia con su familia cuando tenía dos años de edad, se formó teatralmente en París. Siendo todavía adolescente debutó con la compañía del Théâtre de la Saison-Nouvelle bajo la dirección de Jean Dasté. Entre las obras en las que participó figuran clásicos como Los tres mosqueteros o George Dandin, con dirección de Roger Planchon, trabajando así mismo en obras de la vanguardia teatral.
En los años 1950 regresó ocasionalmente a Italia para trabajar en el cine, el teatro y la televisión. En la siguiente década se asentó definitivamente en su país de origen para dirigir el drama Sicario senza paga, representado en el Teatro Stabile de Turín, colaborando más adelante en la obra Fastidiosa, de Franco Brusati, con la Compañía de Renzo Ricci, Eva Magni y Giorgio Albertazzi, y después con Salvo Randone y Neda Naldi.
En la primera mitad de la década de 1970 llevó a escena una serie de textos históricos políticos escritos por Mario Moretti, que obtuvieron un enorme éxito en Italia. La asociación de Quaglio con Moretti llevó a escena Il Processo di Giordano Bruno, con Antonio Pierfederici, La Rivoluzione di Fra' Tommaso Campanella, con Lino Troisi y La Papessa Giovanna, con Paola Quattrini y un joven Andrea Giordana.
José Quaglio falleció en París, Francia, en 2007.

## Teatro

### Actor
- 1946 : Les Incendiaires, de Maurice Clavel, escenografía de Jean Vernier, Théâtre des Noctambules
- 1950 : Enrique IV, de Luigi Pirandello, escenografía de André Barsacq, Théâtre de l'Atelier
- 1951 : Cimbelino, de William Shakespeare, escenografía de Maurice Jacquemont, Centre dramatique de l'Ouest
- 1954 : Colombe, de Jean Anouilh, escenografía de André Barsacq, Théâtre des Célestins y Théâtre de l'Atelier
- 1955 : La Grande Felia, de Jean-Pierre Conty, escenografía de Christian-Gérard, Teatro del Ambigu-Comique
- 1957 : L'Autre Alexandre, de Marguerite Liberaki, escenografía de Claude Régy, Teatro de la Alliance française
- 1958 : Plainte contre inconnu, de Georges Neveux, escenografía de José Quaglio, Théâtre du Vieux-Colombier

### Director
- 1958 : Plainte contre inconnu, de Georges Neveux, Théâtre du Vieux-Colombier
- 1958 : Ils ont joué avec des allumettes, de Marcelle Routier, Teatro de la Alliance française
- 1959 : Tueur sans gages, de Eugène Ionesco, Théâtre Récamier
- 1961 : Le Square, de Marguerite Duras, Théâtre des Mathurins
- 1964 : La fastidiosa, de Franco Brusati, con Salvo Randone, Neda Naldi, Antonio Pierfederici, Giuliana Lojodice y Giusi Raspani Dandolo

## Filmografía
- Le sang à la tête, de Gilles Grangier (1956)
- Trois jours à vivre, de Gilles Grangier (1957)
- Merci Natercia, de Pierre Kast (1960)
- Le Vice et la Vertu, de Roger Vadim (1962)
- Il terrorista, de Gianfranco De Bosio (1963)
- Le tue mani sul mio corpo, de Brunello Rondi (1970)
- El conformista, de Bernardo Bertolucci (1970)
- La corta notte delle bambole di vetro, de Aldo Lado (1971)
- Nonostante le apparenze... e purché la nazione non lo sappia... All'onorevole piacciono le donne, de Lucio Fulci (1972)
- ¿Quién la ha visto morir?, de Aldo Lado (1972)
- Uno dei tre, de Gianni Serra (1973)
- Il delitto Matteotti, de Florestano Vancini (1973)
- La sepultada viva, de Aldo Lado (1973)
- Giordano Bruno, de Giuliano Montaldo (1973)
- La cugina, de Aldo Lado (1974)
- Mondo candido, de Gualtiero Jacopetti y Franco Prosperi (1975)
- La verginella, de Mario Sequi (1975)
- Novecento, de Bernardo Bertolucci (1976)
- I prosseneti, de Brunello Rondi (1976)
- L'occhio dietro la parete, de Giuliano Petrelli (1977)
- Nero veneziano, de Ugo Liberatore (1978)
- L'umanoide, de Aldo Lado (1979)
- L'ebreo fascista, de Franco Molè (1980)
- Quartetto Basileus, de Fabio Carpi (1984)
- Barbablù, Barbablù, de Fabio Carpi (1989)
- Nel profondo paese straniero, de Fabio Carpi (1997)
- Il guardiano, de Egidio Eronico (1999)

## Televisión
- Processo di famiglia, dirección de José Quaglio (1968)
- Una pistola nel cassetto, dirección de Gianni Bongioanni (1974)
- Mosè, dirección de Gianfranco De Bosio (1974 - 1975)
- L'urlo dei venti, de Carlo Tuzi (1975)
- Traffico d'armi nel golfo, dirección de Leonardo Cortese (1977)
- Con gli occhi dell'occidente, dirección de Vittorio Cottafavi (1979).